# بردية تشيستر بيتي الطبية
بردية تشيستر بيتي الطبية هي إحدى البرديات الطبية الموجودة في مصر القديمة . إنه مخصص ضد الصداع كما انها تحتوي على بعض الوصفات التي تتناول أمراض الشرج، ويرجع تاريخه إلى حوالي 1200 قبل الميلاد. جزء من مجموعة البرديات لألفريد تشيستر بيتي، يشار إليه أحيانًا ببساطة ببرديات تشيستر بيتي، ولكن لا ينبغي الخلط بينه وبين أوراق برديات تشيستر بيتي الكتابية ، المعروفة باسم بردية تشيستر بيتي.
بردية 6 من بردية تشيستر بيتي 46 (بردية رقم 10686، المتحف البريطاني).

## روابط خارجية
- "The Chester Beatty Medical Papyrus, New Kingdom, circa 1200 BC (Papyrus)". Iraq Museum International - Poster Exhibition: The Cultural Heritage of Iraq and the Middle East. المتحف العراقي Project. مؤرشف من الأصل في 2016-03-03.